# 디아블로 코디
디아블로 코디(Diablo Cody, 1978년 6월 4일 ~ )는 미국의 영화 각본가, 제작자, 작가, 스트리퍼이다. 자신의 블로그에 스트리퍼로서 활동했던 자신의 삶을 진솔하게 연대기식으로 서술한 것과 회고록 Candy Girl: A Year in the Life of an Unlikely Stripper를 통해 이름을 알렸다. 영화 《주노》를 통해 영화 각본가로도 데뷔해, 이 영화를 통해 아카데미 각본상, 영국 아카데미상 각본상, 미국 작가 조합상 각본상을 수상했다.

## 각본
- 주노 (2007)
- 죽여줘! 제니퍼 (2009)
- 영 어덜트 (2011)
- 파라다이스 (2013) - 감독 데뷔
- 어바웃 리키 (2015)
- 툴리 (2018)
- 리사 프랑켄슈타인 (2024)